# Орден Африканской звезды
Орден Африканской Звезды — бельгийский орден, учреждённый для «Независимого государства Конго» 30 декабря 1888 года бельгийским королём Леопольдом II. Девиз ордена — «Travail et progrès» (фр.: «Труд и прогресс»).
После того, как в 1960 году Конго получило независимость, награждения данным орденом были прекращены. Формально орден существует до сих пор, его гроссмейстером по статуту является правящий бельгийский монарх (ныне король Филипп).

## Статут

### Степени
Орден имеет пять степеней и три медали:
- Большой крест — знак ордена на плечевой ленте, звезда.
- Гран-офицер — знак ордена на шейной ленте, звезда.
- Командор — знак ордена на шейной ленте.
- Офицер — знак ордена нагрудной колодке с розеткой.
- Кавалер — знак ордена на нагрудной колодке.
  -  Золотая медаль.
  -  Серебряная медаль.
  -  Бронзовая медаль.

## Условия награждения
Этот орден вручался за особо выдающиеся деяния, совершенные в Бельгийском Конго. Награждение им было редким и требовало королевского указа и его одобрения Совета Министров.